# 마이 펫 다이노소어
《마이 펫 다이노소어》(My Pet Dinosaur)는 오스트레일리아에서 제작된 매트 드럼몬드 감독의 2017년 모험, 액션 영화이다. 조던 두리우 등이 주연으로 출연하였다.

## 출연

### 주연
- 조던 두리우
- 아나벨 울프
- 해리슨 손더스
- 스콧 어윈[1]
- 다리우스 윌리엄스[2]